# Tempi memorabili
Tempi memorabili è un romanzo breve di Carlo Cassola pubblicato dalla casa editrice Einaudi nella primavera del 1966 che riprende un racconto della Visita e tratta di un periodo della vita memorabile: l'adolescenza. 
Il titolo Tempi memorabili evoca l'eternità dei ricordi che rimarranno impressi nella mente di Fausto Errera, il protagonista. Quell'estate segna un punto di passaggio emotivo, il giovane scopre l'amore, combatte la timidezza e fa nuove amicizie.

## Trama
(Tempi memorabili, p. 83.)
Come ogni estate, il quindicenne Fausto parte da Roma per raggiungere in treno Marina di Cecina e trascorre un mese al mare. A Fausto però il paese non piace, preferirebbe infatti stare a Volterra e passare del tempo con suo cugino Giacomo a parlare di letteratura. A Marina il ragazzo è solo con la madre e il suo unico amico è l'aiutante del bagnino: Enrico, di qualche anno più grande di lui. Questo è solo l'inizio di un'estate che lo cambierà profondamente, lo farà crescere, lo farà imparare a scegliere le proprie compagnie e gli farà provare nuove emozioni. Di fatto Enrico è molto cambiato, degna Fausto di poche attenzioni ed è innamorato di Anna, una ragazza che vive in quel paese. Fausto nonostante la sua timidezza conosce un ragazzo che lavora nelle fornaci, ma comprende che non è adatto a lui. Instaura rapporti anche con Nedo, un ragazzo di Cecina, e Michele, un ragazzo del bagno accanto, finalmente una compagnia adeguata. L'incontro più interessante lo consegue con Gabriella, una ragazza di Siena che si unisce alla loro compagnia. Il ragazzo si infatua di lei e conosce per la prima volta l'amore. 
I giorni passano e i ragazzi si divertono, Fausto però, dopo aver confessato i propri sentimenti, si rende conto che ciò che prova per quest'ultima non è vero amore e che Gabriella è solo una ragazzina come tutte le altre. Il giovane romano si allontana dalla compagnia e approfitta dei momenti di solitudine per pensare al vero amore. Lo ha davvero mai provato? 
Dopo lunghe riflessioni, capisce di essere stato innamorato di Anna: colei che gli aveva rubato il cuore grazie solamente a qualche saluto di cortesia.
L'amore per Anna determina quegli atteggiamenti che distinguono la prima giovinezza: il distacco dal padre anziano, una nuova forza che gli fa vedere il mondo luminoso, l'idea di poter diventare scrittore con tutte le difficoltà connesse.
La letteratura, da sempre la sua più grande passione, diventa un mezzo per poter lodare la sua donna, tramite poesie che celebrano l'amore contemplativo.
A questo punto Fausto si è davvero trasformato, da ragazzino che sdegnava l'amore a giovane uomo che dà il giusto peso a questo sentimento.

## Personaggi
- Fausto: ha quindici anni ed è originario di Roma . È un ragazzo molto timido ed introverso. Preferisce passare l'estate a Volterra a parlare di letteratura con il cugino piuttosto che al mare. Nel romanzo il suo personaggio avrà uno sviluppo notevole.
- Enrico: è di poco più grande di Fausto, è l'aiutante del bagnino, è molto bello, possente e amato dalle ragazze.
- Anna: vive a Marina di Cecina, è una ragazza molto timida, ha i capelli mori acconciati in una frangetta. Di lei sono innamorati sia Enrico che Fausto.
- Gabriella: ha tredici anni e viene da Siena. È sempre ben vestita e nonostante sia la più piccola, ha un atteggiamento che la fa sembrare più grande. Ha capelli scuri e occhi verde chiaro, lei è stata il primo amore di Fausto.
- Il ragazzo delle fornaci: è un ragazzo magro, biondo e con gli occhi verdi. Dopo averlo conosciuto, Fausto si rende conto che non è una compagnia adatta a lui. Viene spesso deriso e non rispettato, poiché era di ceto inferiore e era odiato dai fascisti che spesso arrivavano al punto di picchiarlo.
- Michele: è alto, porta gli occhiali e ha le lentiggini. Si trova nel bagno accanto a quello di Fausto ed è innamorato di Vittorina; un'amica di Gabriella.
- Nedo: è un ragazzo molto malizioso, ha molti amici ed ama scherzare e divertirsi.
- I genitori di Fausto: sono entrambi molto anziani, infatti la madre ha cinquantacinque anni e il padre ne ha sessantatré. Il loro carattere è molto diverso: il padre è frettoloso e non sopporta i ritardi. La madre invece è più tranquilla e calma.

## Critica
In Tempi memorabili viene rivelata l'esplicita intenzione dell'autore di tornare al mondo delle sue prime prove letterarie. Tutta la struttura della narrazione non svolge una trama ma racconta un periodo della vita, che descrive anche fatti, ma è ben più attenta alla loro ripercussione nell'animo degli adolescenti che li vivono. 
L'aggettivo "memorabili" riassume nel modo più chiaro una delle idee centrali della poetica cassoliana: per ciascun individuo è "memorabile" tutto ciò che lo ha riguardato e lo riguarda, non soltanto un avvenimento di grandi proporzioni storiche per personaggi eccezionali. Per Fausto, memorabile è quella villeggiatura di adolescente con le faccende in casa per preparare la partenza, con il movimento della stazione, il viaggio in treno, l'arrivo a destinazione e l'inizio della vita in spiaggia. È nuovamente riconfermata l'importanza della letteratura degli ideali dei sentimenti; il sentimento coincide con il senso e il destino dell'esistere, datore di luce a quanto viviamo e dunque bene individuale e memorabile da consegnare al ricordo.
Le coordinate di spazio e di tempo restano miracolosamente sospese intorno all'adolescenza di Fausto; diventano segni-immagini della sua condizione esistenziale nel momento in cui, per amore, avverte più forte l'armonia che lo lega al mondo. L'amore per Anna determina nella sua vita quegli atteggiamenti nuovi in cui si concreta la svolta della sua prima giovinezza.

## Edizioni
- Carlo Cassola, Tempi memorabili, Einaudi, 1966.
- Carlo Cassola, Tempi memorabili, collana Letture per la scuola media, Einaudi, 1981, ISBN 978-88-286-0031-2.